# Курок, Александр Иванович
Алекса́ндр Ива́нович Куро́к (род. 13 июня|по другим данным 30 июня 1955 года, село Мутин Кролевецкого района Сумской области) — украинский педагог, ректор Глуховского национального педагогического университета имени Александра Довженко (с 2000 года), доктор исторических наук, кандидат педагогических наук, профессор, заслуженный работник народного образования Украины (1999).

## Образоваие
Александр Курок окончил в 1981 году Черниговский государственный педагогический институт имени Тараса Шевченко по специальности «Физическое воспитание», а в 1987 году — по специальности «история».

## Преподавание и научная деятельность
Педагогическую деятельность он начал в 1981 году в Глуховском институте (сейчас Глуховский национальный педагогический университет имени Александра Довженко). Прошел путь от преподавателя до проректора и ректора Глуховского вуза:
- в 1987—1990 и 1993—1995 гг. работал заведующим кафедрой физического воспитания,
- в 1995—1999 гг. — декан факультета дошкольного воспитания,
- в 1999—2000 гг. — проректор по социально-экономическим вопросам[1].
- в 1994 году защитил кандидатскую диссертацию и получил научную степень кандидат педагогических наук,
- в 1996 г. — получил звание доцента.
- в 2000 г. Александр Иванович был избран ректором Глуховского государственного педагогического института[3].
- в 2002 году получил научное звание профессора кафедры дошкольной педагогики.
- в 2011 году защитил докторскую диссертацию[4].

Автор более 40 научных работ.
Александр Курок — член специализированного ученого совета Национальной научной сельскохозяйственной библиотеки НААН Украины (Д 26.373.01 с правом принятия к рассмотрению и проведению защиты диссертаций на соискание ученой степени доктора (кандидата) исторических наук по специальности 07.00.07 «История науки и техники»).

## Депутатство
С 2002 года четыре раза избирался депутатом Сумского областного совета: в 2006 и в 2010 годах, а также в 2015 г.

## Спортивная жизнь
С 1981 по 1987 год Александр Курок был лидером Глуховской футбольной команды «Авангард» / «Колос», выступавшей в первой группе областного чемпионата Сумщины.
Председатель Сумской областной федерации биатлона.

## Награды
- 1981 — Орден «Знак Почёта»,
- 2009 — орден «За заслуги» III степени,
- 2003 — Почётная грамота Верховной Рады Украины,
- 2004 — Почётная грамота Министерства образования и науки Украины,
- 2005 — Нагрудный знак «Пётр Могила»[10].

## Публикации
- Курок Александр Иванович. Педагогические условия обучения детей старшего дошкольного возраста двигательным действиям с мячом (на материале игр с элементами футбола) [Текст]: автореф. дис… канд. пед. наук: 13.00.04 / Курок Александр Иванович ; Харьковский педагогический ин-т им. Г. С. Сковороды. — Х., 1994. — 24 С.
- Вильчковский Эдуард Станиславович. Физическое воспитание детей в дошкольном учреждении [Текст] / Е. С. Вильчковский, А. И. Курок. — К.: [Б. В.], 2001. — 216 с.: Рис. — ISBN 966-7763-17-X
- Курок Александр Иванович. Психолого-педагогические аспекты обучения сложным двигательным действиям [Текст]: учебное пособие / О. И. Курок [и др.]; Глуховский гос. педагогический ун-т. — Глухов: ров ГГПУ, 2006. — 137 с. — ISBN 966-376-008-7
- Мосияшенко, Владимир Андреевич. История педагогики Украины в лицах [Текст]: учеб. пособ. для выш. пед. учеб.закл. / В. А. Мосияшенко [и др.]. — Сумы: Университетская книга, 2005. — 266 С. — Библиогр.: С. 263—266. — ISBN 966-680-185-X
- Курок Александр Иванович. Формирование и развитие научной мысли о почвах: история, теория, практика [Текст]: монография / Курок Александр Иванович; Переяслав-Хмельницкий. гос. пед. ун-т им. Г. Сковороды, Глухов. гос. пед. ун-т им. А. Довженко. — К.; Глухов: ров ГГПУ им. А. Довженко, 2009. — 371 С. : табл. — ISBN 966-376-067-2
- Курок Александр Иванович. Эволюция научной мысли о почвах (80-е гг. XIX—XXI вв.) [Текст]: автореф. дис. … д-ра Ист. наук: 07.00.07 / Курок Александр Иванович ; ГВУЗ «Переяслав-Хмельницкий. гос. пед. ун-т им. Г. Сковороды». — Переяслав-Хмельницкий, 2011. — 33 С.
- Система подготовки будущих воспитателей к физическому воспитанию детей дошкольного возраста [Текст]: монография / Глухов . нац. пед. ун-т им. А. Довженко. — Глухов: ров ГНПУ им. А. Довженко, 2010. ч. 1 / Курок А. И. [и др.]. — 2010. — 138 с.: рис.
- Курок Александр Иванович. Организация подготовки аспиранта и соискателя [Текст]: метод. рек. / [О. И. Курок, В. п. Зинченко]; Глухов. нац. пед. ун-т им. А. Довженко. — Глухов: ров ГНПУ им. А. Довженко, 2010. — 60 С.: табл.
- Курок Александр Иванович. Эволюция научной мысли о почвах (80-е гг. XIX—XXI вв.) [Текст]: дис. … д-ра Ист. наук: 07.00.07 / Курок Александр Иванович ; ГВУЗ «Переяслав-Хмельницкий. гос. пед. ун-т им. Г. Сковороды». — Переяслав-Хмельницкий, 2010. — 448 арк. — Библиогр.: арк. 374—448.
- Курок Александр Александрович. Управление внешнеэкономической деятельностью предприятий в системе таможенно-тарифного регулирования [Текст]: автореф. дис. … канд. Экон. наук: 08.00.04 / Курок Александр Александрович ; Хмельницкий. нац. ун-т.-Хмельницкий, 2012. — 20 с.
- Историко-культурное наследие Днепровского Левобережья, Курского Посеймья и Слобожанщины: прошлое и современность [Текст]: сб. материалов Междунар. наук. — практ. конф., посвящ. 285-летию избрания Даниила Апостола гетманом Левобереж. Украины (24 фев. 2012., Глухов) / Глух. нац. пед. ун-т им. Александра Довженко [и др.]; [редкол: О. И. Курок и др.]. — Глухов; Нежин: Лысенко М. М. [Изд.], 2012. — 175 С. : рис., табл. — ISBN 978-966-2213-87-4
- Глуховские научные чтения-2011 [Текст]: сб. материалов Междунар. наук. — практ. конф. молодых ученых и студ., посвящ. 20-летию 1 декабря 1991 г. (15-17 ноября. 2011 г.) / Глух. нац. пед. ун-т им. Александра Довженко, т-во молодых ученых; [редкол.: Курок О. И. (председатель) и др.]. — Глухов: ров ГНПУ им. А. Довженко, 2011. — 267 с. : рис., табл.
- Курок Александр Иванович. Программа спецкурса «Профилактика и коррекция функциональных нарушений опорно-двигательного аппарата у детей дошкольного возраста» [Текст]: учеб.-метод. пособ. / О. И. Курок, О. М. Шелкопляс; Глухов. нац. пед. ун-т им. Александра Довженко. — Глухов: ров ГНПУ им. А. Довженко, 2011. — 30 С. : рис. — название обкл. : «Профилактика и коррекция функциональных нарушений опорно-двигательного аппарата у детей дошкольного возраста».
- Глуховские научные чтения-2012 [Текст]: сб. материалов ІІ Междунар. наук.конф. молодых ученых и студ., посвящ. 865-летию первой летопись. упоминания о Глухов и 68-й годовщине освобождения Украины от нем. оккупантов, (16-17 ноября. 2012 г.) / Упр. по делам семьи, детей и молодежи Сум. обл. гос. админ. [и др.]; [ред. кол.: О. И. Курок и др.]. — Глухов: Лысенко М. М. [Изд.], 2012. — 179 С. — Текст укр., Рус. — Библиогр. в конце ст. — ISBN 978-617-640-078-3
- Историко-культурное наследие Днепровского Левобережья, Курского Посеймья и Слобожанщины: прошлое и современность [Текст]: сб. материалов ІІ Междунар. наук. — практ. конф., посвящ. 95-летию избрания Павла Скоропадского гетманом Укр. Государства (1 берез. 2013 г., г. Глухов) / Глухов. нац. пед. ун-т им. Александра Довженко [и др.]; [редкол.: О. И. Курок (голова), В. п. Зинченко, Я. М. Гирич (ОТВ. ред.)]. — Глухов; Нежин: Лысенко М. М. [Изд.], 2013. — 203 с. : ил., табл. — Библиогр. в конце ст. — ISBN 978-617-640-086-8
- Организация конкурсного отбора проектов научных исследований [Текст]: метод. рек. / Глухов. нац. пед. ун-т им. Александра Довженко; [сост. А. И. Курок, В. п. Зинченко]. — Глухов: ров ГНПУ им. А. Довженко, 2012. — 115 С. : табл.